# 陆延枢
陆延枢，浙江桐乡人，清朝政治人物。
陆延枢曾于1728年接替马谦益任青浦县知县一职，1728年由胡振接任。